# NK Inter Zaprešić
NK Inter Zaprešić bio je hrvatski nogometni klub iz grada Zaprešića, koji je djelovao od 1929. do 2022. godine. Naslijedio ga je NK Inker Zaprešić. Tijekom povijesti nosio je nazive Sava, Jelačić, Jugokeramika i Inker. Domaće utakmice igrao je na ŠRC Zaprešić. Navijači kluba zvali su se Divlje svinje.
Među najveće uspjehe kluba ubrajaju se osvajanje prvoga izdanja Hrvatskoga nogometnog kupa i polufinalist idućega izdanja, osvajač turnira turnira „Slobodna Hrvatska” 1991., doprvaci 1. HNL u sezoni 2004./05. i nastup u Kupu EUFA-e sljedeće godine te trostruko osvajanje 2. HNL. Za klub su igrali hrvatski reprezentativci Vedran Ćorluka, Dejan Lovren, Mihael Mikić, Luka Modrić, Eduardo da Silva i Zvonimir Soldo, a među poznatijim trenerima klub su vodili Ante Čačić, Josip Kuže, Zorislav Srebrić i Samir Toplak. Ilija Nestorovski bio je najbolji strijelac 2. HNL 2013./14. i 2014./15. te 1. HNL 2015./16. u zaprešićkom dresu.

## Povijest
Iako se kao službena godina osnutka kluba uzima 1929., valja napomenuti da začetke nogometa u Zaprešiću treba tražiti 24. srpnja 1924. kada u Zaprešić stiže prva nogometna lopta koju je dobila lokalna učiteljica. Loptu su uskoro počeli napucavati lokalni mladići, koji su 1927. godine dogovorili prvu neslužbenu nogometnu utakmicu protiv Savskog Marofa. Ovu utakmicu Zaprešićani su pobijedili rezultatom. 5:1. Ova rana povijest kluba isprepliće se s radom lokalnog pjevačkog društva "Jelačić", jer su jezgru nogometne momčadi tada činili upravo muški članovi pjevačkog društva. 1929. službeno je osnovan klub koji se zvao NK Sava, koji do 1930. mjenja ime u HŠK Jelačić, čini se pod utjecjem pjevača-nogometaša koji su htjeli da se klub nosi isto ime kao i pjevačko društvo. Pod ovim imenom klub je nastavio djelovati do početka 2. svjetskog rata, dok su se u njemu izmijenile dvije generacije igrača.  S početkom Drugog svjetskog rata prestaje i rad HŠK Jelačića, kojem je posljednja sjednica uprave održana 2. lipnja 1941. S krajem rata klub obnavlja svoj rad, sada pod imenom "Fizkulturno društvo Zaprešić". Do 1948. naziv "fizkulturno", zamjenjuje termin "sportsko", pa se klub tada naziva "Sportsko društvo Zaprešić". 1953. godine u blizini Zaprešića s proizvodnjom kreće tvornica Jugokeramika, koja ubrzo preuzima ulogu glavnog sponzora kluba, a klub po njoj preuzima ime Jugokeramika.
U osamdesetim godinama dvadesetog stoljeća, SD Jugokeramika počinje organizacijski jačati, čemu su pridonosile tombole, preko kojih se punio proračun kluba i jačala infrastruktura. Do 1987. godine klub je napredovao do finala kvalifikacija za drugu jugoslavensku ligu, međutim u ključnoj utakmici gubi od Sparte iz Belog Manastira.
Raspadom SFRJ i osamostaljenjem Republike Hrvatske Jugokeramika mijenja ime u INKER (INdustrija KERamike). Sukladno tome i klub je promijenio ime. Prekidom sponzorstva, klub je 2003. godine promijenio ime u Inter Zaprešić.
Najveći klupski uspjesi su prvo mjesto na turniru održanom koncem 1991., u kojem su sudjelovali svi bitniji hrvatski nogometni klubovi. Turnir je u "statusu čekanja" za biti priznan kao Nogometno prvenstvo Republike Hrvatske.
Inter je također prvi hrvatski klub koji je igrao u inozemstvu od uspostave hrvatske suverenosti.  Klupski nadimak je "keramičari", po dugogodišnjim pokroviteljima. Jedan od nadimaka ovoga kluba je i "div iz predgrađa".
U prvoj sezoni 1. HNL, INKER je bio klub koji je prekinuo Hajdukov niz pobjeda, pobijedivši ga u Splitu s 2:0. Iste godine je klub napravio prvo veliko iznenađenje u hrv. nogometu, pobijedivši u završnici kupa favoriziranog HAŠK-Građanskog (Dinama), time što su u dva susreta bili bolji. U Zaprešiću su u prvom susretu odigrali 1:1, a u uzvratu u Zagrebu, u legendarnoj utakmici 23. lipnja 1992. pobijedili s 1:0. Zaprešićani su u ljeto 1992. godine, nakon osvajanja kupa, gostovali u Engleskoj gdje su odmjerili snage protiv Brighton & Hove Albiona.
Te sezone je klub vodio Ilija Lončarević (pod čijim vodstvom i idućih godina nijedan od favorita, ni Hajduk, ni Dinamo, ni Zagreb nisu mogli lako proći protiv INKER-a), a u sastavu su igrali igrači od kojih nijedan nije bio zvijezda, a poznatiji je bio samo Ivan Cvjetković. Kasnije su neki od tih igrača postali poznati. Sastav je bio: Krešimir Bronić, Ivica Antolić, Zoran Živković, Željko Rumbak, Damir Kasumović, Zvonimir Soldo, Stipe Brnas, Krunoslav Jurčić, Igor Čalo, Krunoslav Vidak, Zoran Joksović, Tomislav Čaleta, Borimir Perković, Miroslav Šorgić, Nikica Miletić, Franjo Kučko, Zvjezdan Brlek, Zlatko Lučan, Josip Omrčen-Čeko, Vjekoslav Knez, Dražen Berc, Boris Pavić, Ivan Marjanović i Ivan Cvjetković.
Godine 1992. INKER nije nastupio u europskim kupovima za sezonu 1992./93., iako je svojim osvajanjem nacionalnog kupa to pravo izborio. UEFA je donijela nepromišljenu odluku kojom je zapravo nagradila velikosrpsku agresiju na Hrvatsku, jer hrvatski športaši i klubovi nisu mogli promicati svoju zemlju nastupanjem u inozemstvu, odnosno produljivalo je športsku, komunikacijsku izolaciju Republike Hrvatske (u smislu onemogućivanja susreta inozemaca s RH i upoznavanja istih s pravim stanjem stvari). Tako te sezone nisu nastupili hrvatski klubovi zbog "sigurnosnih razloga", čime je UEFA dodatno potopila žrtvu, a nagradila napore velikosrpskog agresora protiv RH. Potvrda UEFA-ine nepromišljenosti i prekrutosti se dala vidjeti na primjeru nekih drugih europskih športskih tijela: primjerice, hrvatski košarkaški klubovi, iako im se onemogućilo igranje susreta u Hrvatskoj, svi su sudjelovali u europskim košarkaškim kupovima. Po procjeni klupskog vodstva, klub je time izgubio barem milijun njemačkih maraka. 
Najveći uspjeh u 1. HNL je osvojeno drugo mjesto u sezoni 2004./05., što je omogućio klubu prvi nastup u kupu UEFA-e u sezoni 2005./06. U drugom pretkolu poražen je od Crvene zvezde u dvije utakmice (1:3 u Zaprešiću i 0:4 u Beogradu). 
U sezoni 2021./22. natjecali su se u 2. HNL. Dana 22. srpnja 2022., izvršni direktor kluba Branko Laljak objavio je istupanje kluba iz profesionalnog ranga, time okončavši gotovo stoljetnu klupsku povijest. Tri dana kasnije osnovan je novi klub zvan NK Inker Zaprešić.

## Trofeji
- Prvenstva: (3)
  - 2. HNL: 2003., 2007., 2015.

- Kupovi: (1)
  - Hrvatski nogometni kup: 1992.

## Uspjesi
NK Inter je osvajač turnira "Slobodna Hrvatska", neslužbenog hrvatskog nogometnog prvenstva 1991. na kojem su sudjelovale sve najbolje hrvatske momčadi.
Također je osvajač Hrvatskog nogometnog kupa 1992. Godine 2005. sudjelovao je i u 1. pretkolu Kupa UEFA, ali je ispao od beogradske Crvene zvezde rezultatom 3:1 u Zaprešiću i 4:0 u Beogradu.

## Plasmani od 1991.
| Sezona    | Liga              | Liga | Liga | Liga | Liga | Liga | Liga | Liga  | Liga | Kup | Nastupi u Europi | Nastupi u Europi | Najbolji strijelac                     | Najbolji strijelac |
| Sezona    | Liga              | U    | P    | N    | I    | G+   | G–   | Bod   | Poz  | Kup | Nastupi u Europi | Nastupi u Europi | Igrač                                  | Golovi             |
| --------- | ----------------- | ---- | ---- | ---- | ---- | ---- | ---- | ----- | ---- | --- | ---------------- | ---------------- | -------------------------------------- | ------------------ |
| 1992.     | 1. HNL            | 22   | 10   | 6    | 6    | 37   | 19   | 26    | 4.   | P   |                  |                  | Igor Čalo                              | 7                  |
| 1992./93. | 1. HNL            | 30   | 9    | 9    | 12   | 35   | 31   | 27    | 9.   | PF  |                  |                  | Ivan Cvjetković                        | 6                  |
| 1993./94. | 1. HNL            | 34   | 17   | 8    | 9    | 48   | 34   | 42    | 4.   | OF  |                  |                  | Renato Jurčec                          | 11                 |
| 1994./95. | 1. HNL            | 30   | 11   | 6    | 13   | 41   | 41   | 39    | 7.   | OF  |                  |                  | Renato Jurčec                          | 12                 |
| 1995./96. | 1. HNL            | 36   | 9    | 11   | 16   | 36   | 53   | 43(5) | 13.  | ČF  |                  |                  | Tomislav Žitković                      | 8                  |
| 1996./97. | 1. HNL            | 30   | 6    | 3    | 21   | 22   | 65   | 21.   | 16.  | ČF  |                  |                  | Siniša Odorjan                         | 8                  |
| 1997./98. | 2. HNL – Središte | 32   | 21   | 4    | 7    | 62   | 29   | 67    | 4.   | ŠF  |                  |                  |                                        |                    |
| 1998./99. | 2. HNL            | 36   | 3    | 5    | 28   | 25   | 103  | 14    | 19.  | ŠF  |                  |                  |                                        |                    |
| 1999./00. | 3. HNL – Središte | 28   | 11   | 4    | 13   | 50   | 47   | 37    | 6.   | ŠF  |                  |                  |                                        |                    |
| 2000./01. | 3. HNL – Središte | 30   | 22   | 0    | 8    | 88   | 43   | 66    | 1.   | OF  |                  |                  |                                        |                    |
| 2001./02. | 2. HNL – Jug      | 30   | 11   | 8    | 11   | 46   | 40   | 41    | 8.   | OF  |                  |                  |                                        |                    |
| 2002./03. | 2. HNL – Jug      | 32   | 23   | 3    | 6    | 79   | 30   | 72    | 1.   | OF  |                  |                  |                                        |                    |
| 2003./04. | 1. HNL            | 32   | 11   | 9    | 12   | 40   | 38   | 42    | 8.   | ŠF  |                  |                  | Ivica Karabogdan                       | 10                 |
| 2004./05. | 1. HNL            | 32   | 15   | 9    | 8    | 44   | 39   | 54    | 2.   | ŠF  |                  |                  | Bernard Gulić Davor Piškor Zoran Zekić | 5                  |
| 2005./06. | 1. HNL            | 32   | 8    | 7    | 17   | 30   | 53   | 31    | 12.  | OF  | Kup UEFA         | 2. KK            | Tomislav Gondžić                       | 6                  |
| 2006./07. | 2. HNL            | 30   | 21   | 5    | 4    | 60   | 28   | 68    | 1.   | ČF  |                  |                  | Bernard Gulić                          | 19                 |
| 2007./08. | 1. HNL            | 33   | 8    | 9    | 16   | 27   | 59   | 33    | 11.  | ČF  |                  |                  | Davor Kukec                            | 6                  |
| 2008./09. | 1. HNL            | 33   | 9    | 9    | 15   | 41   | 50   | 36    | 9.   | OF  |                  |                  | Ilija Sivonjić                         | 8                  |
| 2009./10. | 1. HNL            | 30   | 10   | 3    | 17   | 36   | 50   | 33    | 13.  | OF  |                  |                  | Mario Grgurović Miroslav Šarić         | 5                  |
| 2010./11. | 1. HNL            | 30   | 12   | 6    | 12   | 31   | 35   | 42    | 5.   | OF  |                  |                  | Aleksandar Trajkovski                  | 4                  |
| 2011./12. | 1. HNL            | 30   | 11   | 5    | 14   | 33   | 33   | 38    | 11.  | OF  |                  |                  | Ante Budimir Tomislav Šarić            | 6                  |
| 2012./13. | 1. HNL            | 33   | 8    | 11   | 14   | 36   | 41   | 35    | 10.  | ŠF  |                  |                  | Mislav Oršić                           | 12                 |
| 2013./14. | 2. HNL            | 33   | 16   | 5    | 12   | 47   | 32   | 53    | 3.   | ČF  |                  |                  | Ilija Nestorovski                      | 20                 |
| 2014./15. | 2. HNL            | 30   | 17   | 7    | 6    | 48   | 25   | 58    | 1.   | ŠF  |                  |                  | Ilija Nestorovski                      | 24                 |
| 2015./16. | 1. HNL            | 36   | 11   | 14   | 11   | 39   | 48   | 47    | 5.   | ČF  |                  |                  | Ilija Nestorovski                      | 25                 |
| 2016./17. | 1. HNL            | 36   | 5    | 13   | 18   | 26   | 57   | 28    | 8.   | ČF  |                  |                  | Jakov Puljić                           | 11                 |
| 2017./18. | 1. HNL            | 36   | 12   | 10   | 14   | 43   | 64   | 46    | 6.   | ČF  |                  |                  | Komnen Andrić Vlatko Blažević          | 8                  |
| 2018./19. | 1. HNL            | 36   | 9    | 4    | 23   | 40   | 84   | 31    | 8.   | PF  |                  |                  | Komnen Andrić                          | 10                 |
| 2019./20. | 1. HNL            | 36   | 3    | 8    | 25   | 32   | 72   | 17    | 10.  | ČF  |                  |                  | Serder Serderov                        | 9                  |
| 2020./21. | 2. HNL            | 34   | 12   | 9    | 13   | 49   | 41   | 45    | 10.  | ŠF  |                  |                  | Martín Šroler                          | 9                  |
| 2021./22. | 2. HNL            | 34   | 13   | 9    | 8    | 34   | 29   | 48    | 3.   | ŠF  |                  |                  | Dominik Rešetar                        | 9                  |

Legenda
 Liga: U = Broj utakmica; P = Broj pobjeda; N = Broj remija; IZG = Broj poraza; DG = Broj postignutih golova; PG = Broj primljenih golova; BOD = Broj bodova; Poz = Pozicija;
 Kup / Europa: KK = kvalifikacijsko kolo

## Nastupi u Europi
| Sezona    | Natjecanje | Faza        | Protivnik     | Doma | U gostima | Ukupno |
| --------- | ---------- | ----------- | ------------- | ---- | --------- | ------ |
| 2005./06. | Kup UEFA   | 2. kv. kolo | Crvena zvezda | 1:3  | 0:4       | 1:7    |

## Nastupi u završnicama kupa

### Kup maršala Tita
1989./90.
- šesnaestina finala: NK Jugokeramika Zaprešić – FK Radnički Niš 2:0
- osmina finala: NK Jugokeramika Zaprešić – NK Osijek 1:0, 0:2

### Hrvatski nogometni kup
1991./92.
1/4 finale: Inker Zaprešić – Osijek 2:0, 1:1 

1/2 finale: Inker Zaprešić – Croatia (Đakovo) 5:0, 2:1

finale: Inker Zaprešić – Hašk Građanski 1:1, 1:0
1992./93.
1/16 finala: Uljanik – Inker Zaprešič 0:1, 0:3

1/8 finala: Cibalia – Inker Zaprešić 1:1, 0:0

1/4 finale: Dubrovnik – Inker Zaprešić 1:1, 0:1

1/2 finale: Croatia Zagreb – Inker Zaprešić 2:1, 1:1
1993./94.
1/16 finala: Inker Zaprešić – Đakovo Certissa 5:0, 3:2

1/8 finala: Inker Zaprešić – Segesta 3:2, 0:1
1994./95.
1/16 finala: Metalac Sisak –  Inker Zaprešič 1:5, 0:2

1/8 finala: Cibalia – Inker Zaprešić 2:1, 1:2 11 m – 5:3
1995./96.
1/16 finala: PIK Vrbovec – Inker Zaprešić 0:3, 0:7

1/8 finala: Neretva Metković – Inker Zaprešić 1:1, 2:3

1/4 finale: Zadar – Inker Zaprešić 1:0, 0:0
1996./97.
1/16 finala: Podvinje – Inker Zaprešić 0:1

1/8 finala: Inker Zaprešić – Belišće 2:1

1/4 finale: Zagreb – Inker Zaprešić 3:0, 1:0
1997./98.
1/16 finala: Dilj Vinkovci – Inker Zaprešić 1:0
1998./99.
1/16 finala: Raštane Zadar – Inker Zaprešić 2:0
1999./00.
1/16 finala: Neretva Metković – Inker Zaprešić 2:1
2000./01.
1/16 finala: TŠK Topolovac – Inker Zaprešić 2:3

1/8 finala: Inker Zaprešić – Cibalia 1:0

1/4 finale: Osijek – Inker Zaprešić 4:0, 1:1
2001./02.
1/16 finala: Samobor – Inker Zaprešić 6:7 – 11 m

1/8 finala: Pomorac Kostrena – Inker Zaprešić 5:1
2002./03.
1/16 finala: Croatia Sesvete – Inker Zaprešić 0:3

1/8 finala: Osijek – Inker Zaprešić 3:1
2003./04.
1/16 finala: Mosor Žrnovica – Inker Zaprešić 1:0
2004./05.
1/16 finala: Međimurje Čakovec – Inker Zaprešić 7:6 – 11 m
2005./06.
1/16 finala: Čakovec – Inker Zaprešić 0:4

1/8 finale: Osijek – Inker Zaprešič 2:0
2006./07.
1/16 finala: Bjelovar – Inter Zaprešić 0:3

1/8 finala: Inter Zaprešić – Osijek 3:1

1/4 finale: Dinamo Zagreb – Inter Zaprešić 2:1, 2:1
2007./08.
1/16 finala: Primorac Biograd – Inter Zaprešić 0:5

1/8 finala: Inter Zaprešić – Podravina Ludbreg 1:0

1/4 finale: Hajduk Split – Inter Zaprešić 2:1, 4:0
2008./09.
1/16 finala: Lučko – Inter Zaprešić 3:5

1/8 finala: Inter Zaprešić – Zagreb 0:2
2009./10.
1/16 finala: Suhopolje – Inter Zaprešić 2:2 8:9 – 11 m

1/8 finala: Osijek – Inter Zaprešić 0:0 1:0 – pr.
2010./11.
1/8 finala: Inter Zaprešić – Cibalia 0:3
2011./12.
1/8 finala: Rijeka – Inter Zaprešić 1:0
2012./13.
1/16 finala: HNK Gorica – Inter Zaprešić 3:0
2013./14.
1/16 finala: HNK Gorica – Inter Zaprešić 0:0 1:2 – 11 m

1/8 finala: Novigrad – Inter Zaprešić 0:2

1/4 finale: Slaven Belupo – Inter Zaprešić 2:1, 0:0
2014./15.
1/16 finala: Novigrad – Inter Zaprešić 2:0
2015./16.
1/16 finala: Zmaj Blato – Inter Zaprešić 2:3

1/8 finala: Inter Zaprešić – Cibalia 0:0 4:3 – 11 m

1/4 finale: Inter Zaprešić – Dinamo Zagreb 0:1
2016./17.
1/16 finala: BSK Bijelo Brdo – Inter Zaprešić 2:3

1/8 finala: Inter Zaprešić – Cibalia 1:0 

1/4 finale: Inter Zaprešić – Dinamo Zagreb 0:1
2017./18.
1/16 finala: Nedelišće – Inter Zaprešić 0:6

1/8 finala: Inter Zaprešić – Sesvete 2:1 – pr.

1/4 finale: Inter Zaprešić – Rijeka 1:2
2018./19.
1/16 finala: Bednja – Inter Zaprešić 0:3

1/8 finala: Inter Zaprešić – Istra 1961 2:1 

1/4 finala: Inter Zaprešić – Vinogradar 3:0 

1/2 finale: Inter Zaprešić – Rijeka 1:2
2019./20.
1/16 finala: Jadran Poreč – Inter Zaprešić 3:7

1/8 finala: Istra 1961 – Inter Zaprešić 1:2

1/4 finale: Inter Zaprešić – Osijek 0:2
2020./21.
1/16 finala: Rudar Labin – Inter Zaprešić 2:0
2021./22.
1/16 finala: Mladost Ždralovi – Inter Zaprešić 3:1

## Igralište
NK Inter igrao je svoje utakmice na Stadionu NK Intera u Zaprešiću. Kapacitet stadiona je 4500 mjesta. Stadion ima dvije tribine. Zapadna tribina ima 400 sjedećih i 1100 stajaćih, a istočna tribina, dijelom natkrivena, ima 3028 sjedećih mjesta. Krajem 2005., nakon Interova osvajanja drugog mjesta u 1. HNL, stadion je dobio novu rasvjetu.

## Poznati igrači
- Stipe Brnas
- Krešimir Bronić
- Ivan Cvjetković
- Vedran Ćorluka
- Hrvoje Čale
- Eduardo da Silva
- Renato Jurčec
- Krunoslav Jurčić
- Franjo Kučko
- Dejan Lovren
- Mihael Mikić
- Luka Modrić
- Zvonimir Soldo
- Zoran Zekić
- Aleksandar Trajkovski
- Josip Posavec
- Ilija Nestorovski
- Matej Delač

## Poznati treneri
- Zorislav Srebrić
- Ilija Lončarević
- Ante Čačić
- Josip Kuže
- Srećko Bogdan
- Đuro Bago
- Borimir Perković
- Samir Toplak

## Vanjske poveznice
- NK Inter Zaprešić – službena stranica
- NK Inter Zaprešić na YouTubeu